# Horários do Funchal

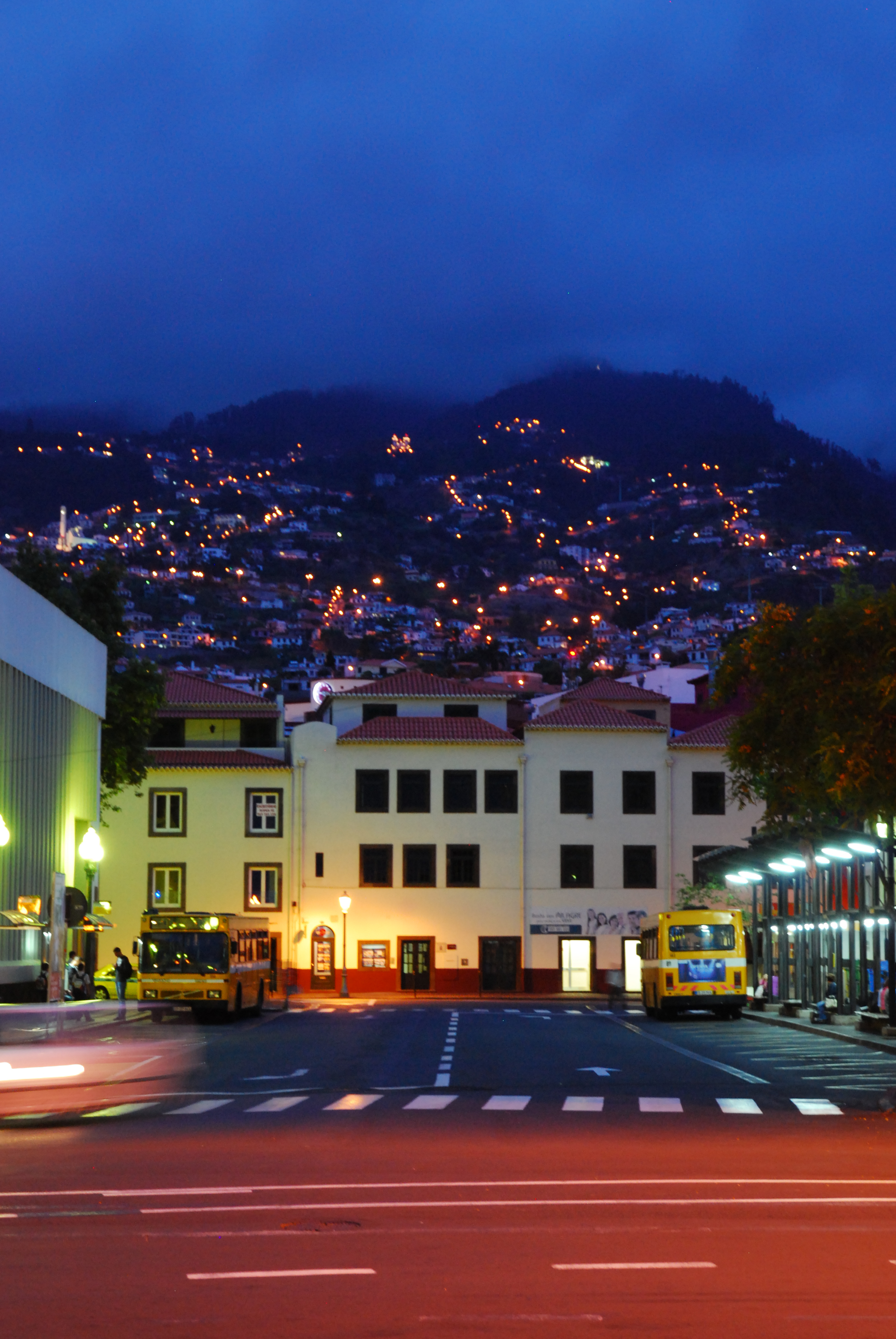
Autocarros da Horários do Funchal, circulando ao entardecer, em 2012.

A Horários do Funchal (HF) é uma empresa portuguesa de autocarros para o transporte urbano, que opera na cidade do Funchal (Madeira). Transporta cerca de 15,5 milhões de passageiros por ano (em 2022 ), tornando-se assim a maior operadora de transporte público de passageiros da região. A empresa é participada em 95% pelo Governo Regional da Madeira e em 5% pela Empresa de Eletricidade da Madeira.

## História

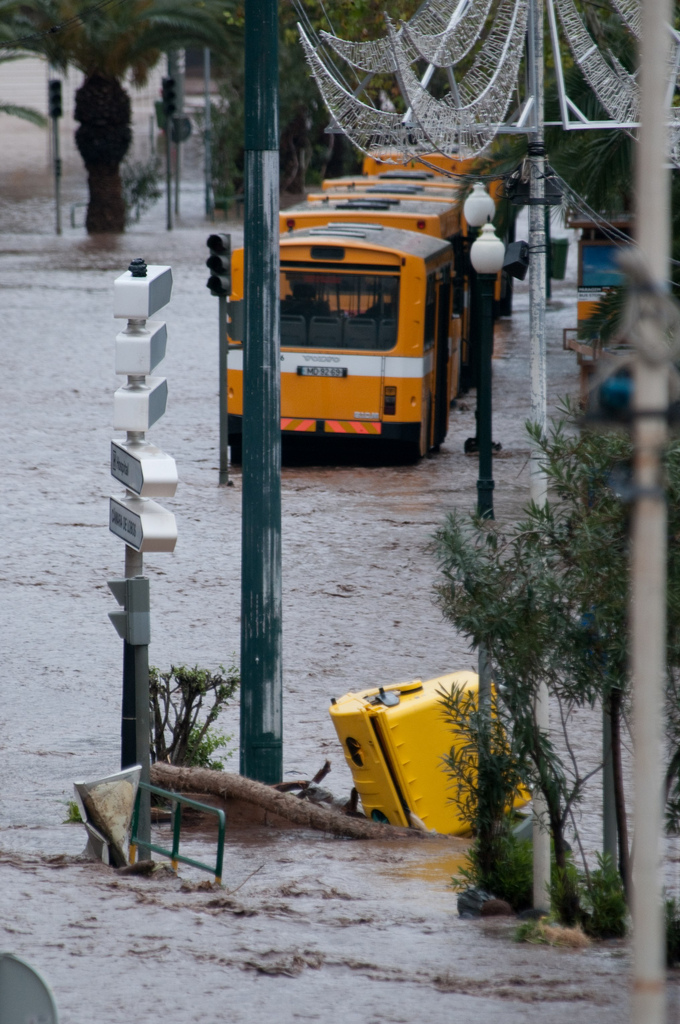
Autocarros da Horários do Funchal imobilizados durante as cheias de 2010.

A 11 de abril de 1985 foi criada a Comissão de Estudos de Transportes Urbanos (CETU), cujo projeto apontava para o estudo e organização de uma empresa de transportes públicos urbanos. Iniciados os estudos, nascia a empresa, seu nome e símbolo gráfico, Horários do Funchal, a 5 de junho de 1986, data da constituição da empresa Horários do Funchal - Transportes Públicos, S.A..
O primeiro autocarro da Horários do Funchal chega à empresa a 12 de agosto de 1986. A 1 de janeiro do ano seguinte, os autocarros começam a circular na rede do Funchal. A inauguração oficial da Estação da Horários do Funchal é feita a 27 de junho de 1988, por Alberto João Jardim, como presidente do Governo Regional.
Alargamento da área de atividade, a 1 de janeiro de 1997, tendo início o Serviço Interurbano e o Serviço de Aluguer pela empresa Companhia dos Carros de São Gonçalo S.A..
Em 2005 é inaugurado o Serviço de Transporte para Pessoas com Mobilidade Reduzida / Transporte Especial. No ano seguinte, dá-se a inauguração da Linha Eco, um serviço de transporte no centro do Funchal efectuado por miniautocarros movidos a energia elétrica. Já em 2007, entra em funcionamento o novo Sistema Eletrónico de Bilhética e do Sistema de Apoio à Exploração e Informação ao Público.

No dia 30 de junho de 2024, com a implementação da rede Siga, a Companhia dos Carros de São Gonçalo, S.A. termina a sua atividade de transporte publico de passageiros.

## Serviços
Notas:
◴ horário

◲ mapa

☷ espinha

### Carreiras
Urbanas

A maioria das carreiras ligam o centro da cidade ao restante município do Funchal, totalizando 201,9 km de extensão de rede (em 2021), de um total de 58 carreiras urbanas:
- 01 Ponta da Laranjeira[◴☷]
- 02 Ponta da Cruz[◴☷]
- 3 Lombada - Pizo (via São Martinho)[◴☷]
- 04 Amparo [◴☷]
- 05 Linha Cidade [◴☷]
- 05A Linha Eco Cidade [◴☷]
- 7 Travessa do Pomar[◴☷]
- 8 S.ta Quitéria (via Barreiros)[◴☷]
- 8A S.ta Quitéria (via MadeiraShopping)[◴☷]
- 9 Courelas[◴☷]
- 10 Chamorra[◴☷]
- 10A Chamorra (Barreira)[◴☷]
- 11 Trapiche[◴☷]
- 12 Jamboto (via Hospital)[◴☷]
- 13 Jamboto (via Viveiros)[◴☷]
- 14 Álamos[◴☷]
- 15 Álamos (via Achada)[◴☷]
- 15B Galeão (Escola)[◴☷]
- 16 Pinheiro das Voltas (via CAM do Pilar)[◴☷]
- 17 Lombo Segundo[◴☷]
- 19 Leveda da Corujeira[◴☷]
- 20 Monte (via Corujeira de Dentro)[◴☷]
- 21 Monte (via Largo da Fonte)[◴☷]
- 22 Babosas[◴☷]
- 24 Papagaio Verde[◴☷]
- 26 Levada de Sta Luzia (via Pena)[◴☷]
- 27 Caminho de Ferro[◴☷]
- 28 D João[◴☷]
- 29 Curral dos Romeiros[◴☷]
- 31 Jardim Botânico[◴☷]
- 31A Teleférico Jardim Botânico[◴☷]
- 32 Rochinha[◴☷]
- 33 Balancal (via Bairro Sta Maria)[◴☷]
- 34 Canto do Muro[◴☷]
- 36 Palheiro Ferreiro (via Ribeiro da Quinta)[◴☷]
- 37 Pinheirinho (via Palheiro Ferreiro)[◴☷]
- 38 Cancela[◴☷]
- 39 Montanha[◴☷]
- 40 Quinta da Rocha[◴☷]
- 42 Alegria[◴☷]
- 43 Praia Formosa / Romeiras (via S. Ant.º)[◴☷]
- 44 Nazaré (via Virtudes)[◴☷]
- 45 Nazaré (via Barreiros)[◴☷]
- 46 Ribeira Grande[◴☷]
- 47 São João Latrão[◴☷]
- 48 Nazaré / Monte[◴☷]
- 49 Fundoa[◴☷]
- 50 Viana / Lombo da Quinta (via Madeira Shopping)[◴☷]
- 60 Praça Autonomia/Fundoa[◴☷]
- 61 Lombada / Praça Autonomia[◴☷]
- 62 Cancela / Praça Autonomia[◴☷]
- 70 Santa Luzia[◴☷]
- 82 São Tiago / D João[◴☷]
- 83 Forum Madeira / São Martinho[◴☷]
- 90 CAM Trapiche / C Velho / LMB Aguiares[◴☷]
- 92 Três Paus[◴☷]
- 93 Galeão / São Roque[◴☷]
- 94 Choupana / Caminho do Terço[◴☷]

Interurbanas

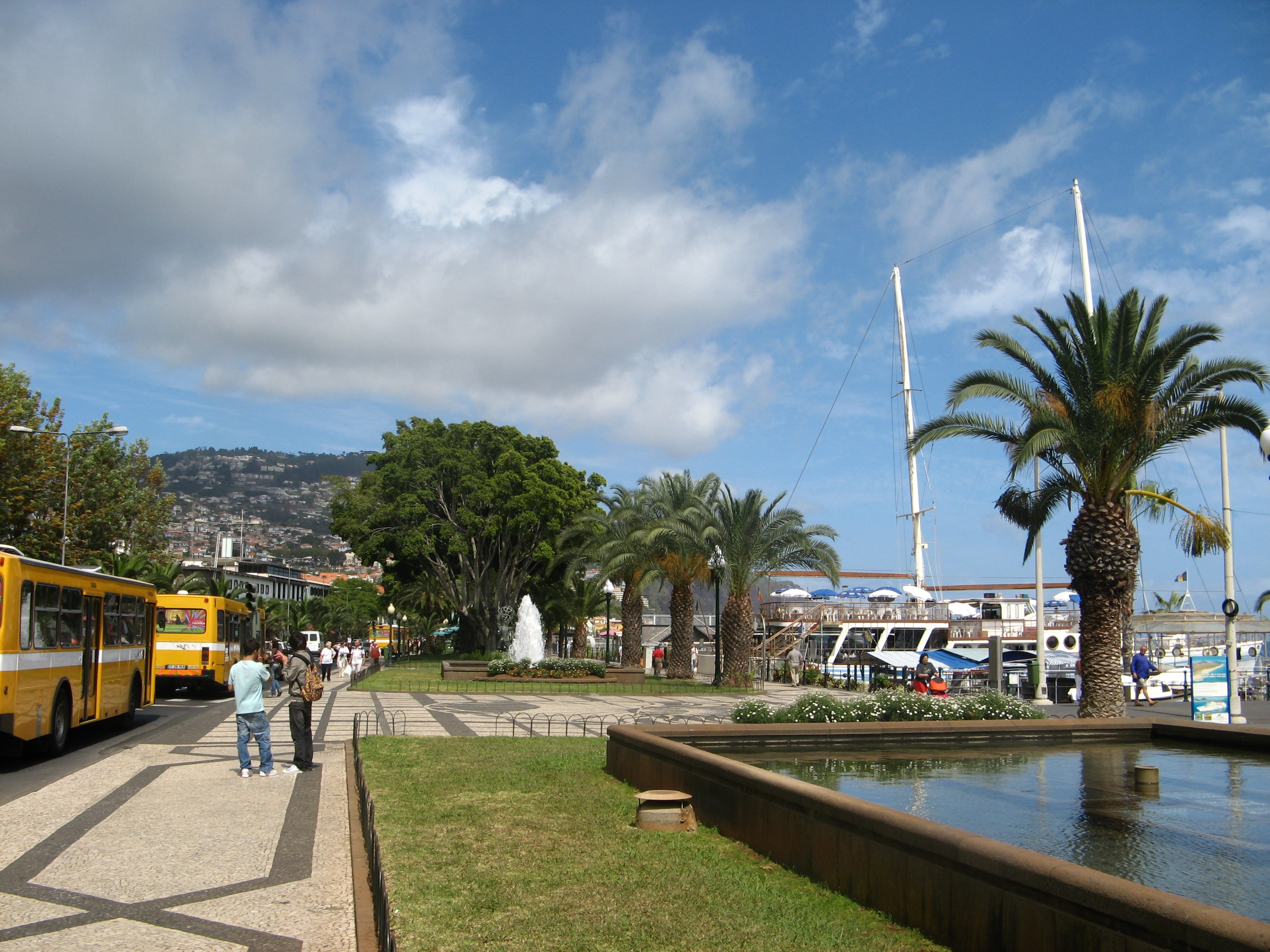
Autocarros da Horários do Funchal, na Avenida do Mar, em 2009.

Serviço que liga o Funchal às freguesias do Curral das Freiras, Camacha, Santo da Serra, Porto da Cruz, S. Roque do Faial, Faial, Santana, S. Jorge, Arco de S. Jorge e a Camacha à cidade de Santa Cruz, totalizando 232,7 km de extensão de rede (em 2021), de um total de 12 carreiras interurbanas:
- 56 Santana[◴☷]
- 77 Santo da Serra[◴☷]
- 81 Curral das Freiras[◴☷]
- 85 Boqueirão (via Palheiro Ferreiro)[◴☷]
- 103 Arco de São Jorge[◴☷]
- 110 Boqueirão (via Caniço)[◴☷]
- 111 Achadinha (via Ribeirinha)[◴☷]
- 112 Rochão de Cima[◴☷]
- 113 Camacha / Sta Cruz (via Gaula)[◴☷]
- 114 Nogueira[◴☷]
- 129 Camacha[◴☷]
- 138 São Jorge[◴☷]

A empresa do Grupo Horários do Funchal, para o transporte interurbano (Companhia dos Carros de São Gonçalo, S.A.) transporta cerca de 872 mil passageiros por ano e liga o Funchal às freguesias do Curral das Freiras, Camacha, Santo da Serra, Porto da Cruz, S. Roque do Faial, Faial, Santana, S. Jorge, Arco de S. Jorge e a Camacha à cidade de Santa Cruz.[carece de fontes?]
Linhas Cidade

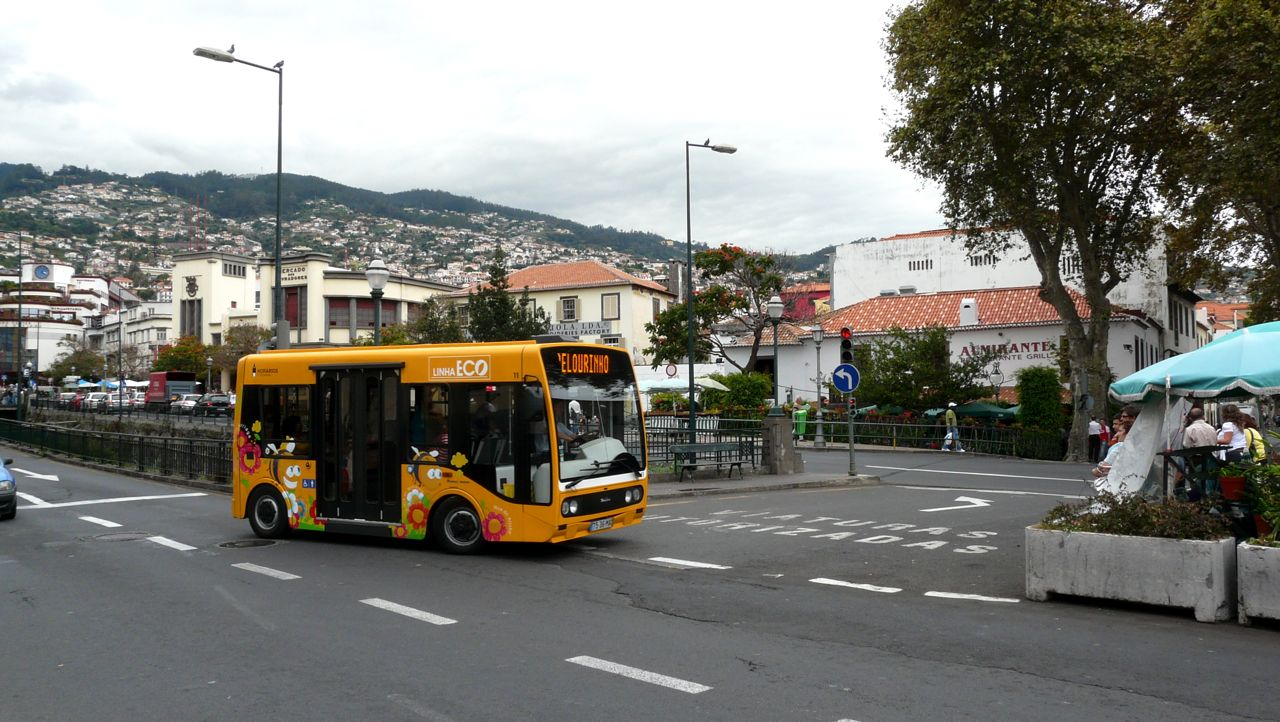
Autocarro da Linha Eco da Horários do Funchal, em 2008.

Um serviço de transporte público regular (carreiras 05 e 05A) que serve o centro do Funchal. Este serviço é realizado por mini autocarros eléctricos, preparados para o transporte de pessoas com mobilidade reduzida, com um espaço destinado a uma cadeira de rodas. Basta levantar a mão para o mini autocarro elétrico parar e embarcar. Não existem pontos de paragem fixos.[carece de fontes?]

### Outros serviços
- Transporte Especial - Serviço efetuado “porta a porta” em toda a área do Concelho do Funchal em sistema de marcação prévia.. Este serviço é reservado às pessoas possuidoras de mobilidade reduzida.[carece de fontes?]
- Turismo - O Grupo Horários do Funchal presta serviço de aluguer de autocarros com motorista. A sua frota é composta por 21 autocarros (2022) com capacidade para 53 lugares.[carece de fontes?]

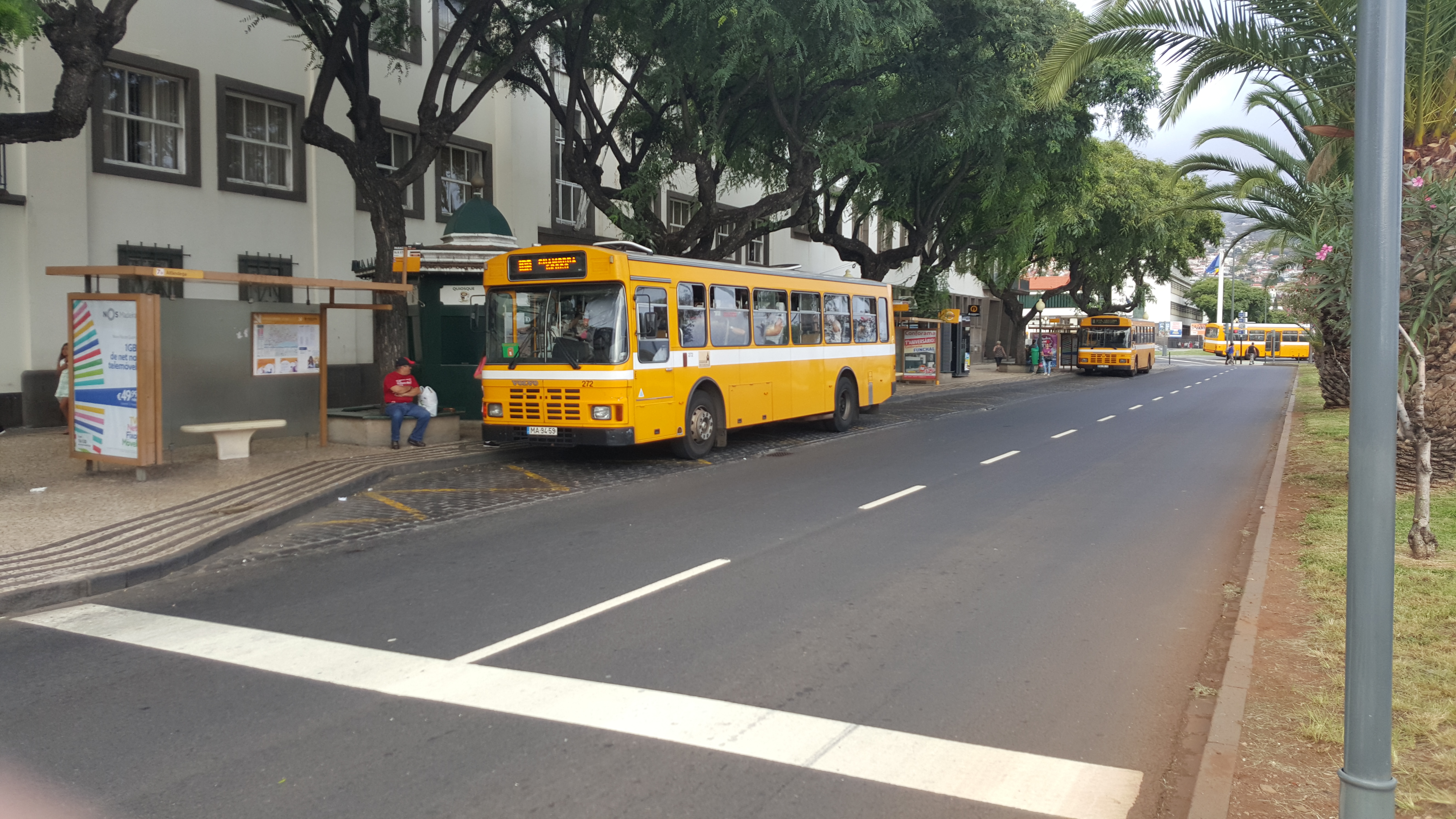
Autocarro Volvo (n.º 272) em serviço urbano, em 2015.

## Frota
Em dados de 2022, os Horários do Funchal registam uma frota histórica de 340 veículos, dos quais 212 se encontram operacionais em seu nome.